# 중화항공 642편 추락 사고

사망자/부상자/생존자 명단

중화항공 642편 추락 사고(영어: China Airlines Flight 642, 중국어: 中華航空642號班機空難)은 1999년 8월 22일 홍콩 국제공항에 추락한 만다린 항공 소속 여객기였다. 태국 방콕 돈므앙 국제공항에서 중화민국 타이베이 타이완 타오위안 국제공항까지 홍콩 국제공항에 기착하여 운항하고 있었다.
사고 당일에 맥도널 더글러스 MD-11은 중화항공을 대신해 자회사인 만다린 항공이 운영했다. 태풍 샘을 피하여 착륙하는 동안에 조종사의 실수로 인하여 여객기가 뒤집히면서 불이 붙었다. 탑승자 315명 가운데 312명이 살아남았고 3명이 사망했다.

## 사고 후 대체
이 노선은 현재 돈므앙 국제공항에서 오가지 않고 홍콩 - 타이베이 노선으로 바꿨다. 방콕 (돈므앙) - 홍콩 노선은 2010년 10월 31일 운항을 종료하면서, 이 편명도 쓰지 않는다. 지금은 중화항공에서 운항하고,에어버스 A330-300 또는 보잉 737-800이 오가고 있다.

## 같이 보기
- 마르틴에어 495편 충돌 사고
- 페덱스 익스프레스 80편 불시착 사고